# Matías Presentado
Matías Isidoro Presentado (nascido em 30 de Agosto de 1992) é um futebolista argentino que joga no Caracas na posição de zagueiro.

## Carreira
Ele fez sua estreia na temporada 2014–15.